# Leon Głogowski
Leon Głogowski (ur. 5 kwietnia 1908 w Gliwicach, zm. 18 kwietnia 1970) – polski lekarz (internista), powstaniec śląski, wiezień KL Auschwitz-Birkenau.

## Życiorys
Był członkiem polskiej drużyny harcerskiej w Szobiszowicach, kolportował wydawnictwa i pracę plebiscytową, a podczas III powstania śląskiego pełnił funkcje kuriera. Ukończył gimnazjum w Gliwicach (1928), a następnie rozpoczął studia medyczne - najpierw w Greifswaldzie, a od 1929 roku na uniwersytecie we Wrocławiu. Podczas studiów był członkiem Związku Polaków w Niemczech (ZPwN). 
Po zakończeniu nauki w 1934 roku i odbyciu rocznego stażu uzyskał licencję lekarską, a w 1938 roku - tytuł doktora nauk medycznych. Zamieszkał w Opolu, gdzie m.in. był przewodniczącym tamtejszych struktur związku polskich studentów i absolwentów Uniwersytetu Wrocławskiego oraz prowadził polski chór.
Na krótko przed wojną został zatrudniony jako asystent w szpitalu miejskim w Gliwicach. Otrzymawszy zakaz praktykowania zawodu na terenie Rzeszy, w styczniu 1939 roku wyjechał do Polski, gdzie podjął starania o nostryfikację niemieckiego dyplomu na Wydziale Lekarskim Uniwersytetu Poznańskiego. Starania te przerwał jednak wybuch II wojny światowej. Głogowski podjął pracę w szpitalu psychiatrycznym w Rybniku. Gdy w październiku 1939 roku skontaktował się z władzami poznańskiego uniwersytetu w sprawie odbioru dokumentów, oświadczono mu że warunkiem dopełnienia formalności jest podpisanie Volkslisty. Wkrótce potem stracił prace w rybnickim szpitalu, a w maju 1940 roku został zatrzymany przez Gestapo i przewieziony do obozu koncentracyjnego Auschwitz-Birkenau (nr obozowy 1281). Tam został przydzielony do pracy najpierw jako urzędnik w obozowym szpitalu, a następnie jako lekarz-więzień oraz sanitariusz w Birkenau. Miał odmówić wykonania polecenia obozowego lekarza Siegfrieda Schwela wstrzykiwania więźniom fenolu. 
Z obozu został zwolniony w grudniu 1942 roku wskutek petycji śląskich lekarzy oraz pogarszającego się stanu zdrowia. Został mianowany kierownikiem szpitala hutniczego w Siemianowicach Śląskich, a po zwolnieniu w 1943 roku został zatrudniony jako asystent lekarza na oddziale wewnętrznym szpitala w katowickim Wełnowcu. 
Po zakończeniu wojny pozostał w szpitalu, nadzorując oddział. Otrzymał walidację uprawnień lekarskich na Uniwersytecie Jagiellońskim w Krakowie. Uzyskał również specjalizację w zakresie chorób wewnętrznych: I stopnia w 1955 roku a II stopnia - w 1963 roku. Swą pracę zawodową związał z Katowicami. Był kierownikiem przychodni oraz poradni medycyny pracy na Wełnowcu, pracował także dla Zakładu Ubezpieczeń Społecznych, Katowickiego Zjednoczenia Przemysłu Węglowego oraz Głównego Instytutu Górnictwa. Był członkiem Polskiego Czerwonego Krzyża, Związku Bojowników o Wolność i Demokrację oraz Polskiego Towarzystwa Lekarskiego. W latach 1965-1970 publikował na łamach Przeglądu Lekarskiego - Oświęcim swoje wspomnienia z pobytu i pracy w Auschwitz.
W uznaniu swych zasług był wielokrotnie oznaczany. Otrzymał m.in. Krzyż Kawalerski Orderu Odrodzenia Polski, Śląski Krzyż Powstańczy, Medal Zwycięstwa i Wolności, Odznakę Za Wybitną Służbę Medyczną, Odznaki Honorowymi Polskiego Czerwonego Krzyża II, III i IV stopnia, Odznakę Byłego Członka Związku Polaków w Niemczech, Honorową Odznakę "Harcerskiej Służby Ziemi Śląskiej" oraz Odznakę 1000-lecia Państwa Polskiego.